# بلاذر أميلكارياني
بلاذر أميلكارياني (الاسم العلمي: Anacardium amilcarianum) هو نوع من النباتات يتبع جنس البلاذر من فصيلة البلاذرية.